# Вальтер фон Браухіч
Вальтер фон Браухіч (нім. Walther von Brauchitsch; 4 жовтня 1881, Берлін — 18 жовтня 1948, Гамбург) — німецький воєначальник, генерал-фельдмаршал часів Третього Рейху, головнокомандувач Сухопутними військами вермахту (1938–1941).

## Біографія

### Ранні роки
Вальтер фон Браухіч народився 4 жовтня 1881 в Берліні й був п'ятим сином в родині прусського генерала кавалерії Бернарда фон Браухіча (1833–1910) та Шарлотти фон Гордон (1844–1906). З дитинства призначався до військової служби, яка в сім'ї Браухічів вважалася родовою традицією. Виховання отримав при імператорському дворі, був пажем імператриці Августи-Вікторії.
У березні 1900 року закінчив військове училище й отримавши первинне офіцерське звання лейтенант, був направлений для подальшого проходження служби в 3-й гвардійський піхотний полк. Через рік перевівся в гвардійську артилерію (3-й гвардійський артилерійський полк). З 10 лютого 1903 по 31 травня 1903 Вальтер фон Браухіч навчався на курсах польової артилерії. З 5 лютого 1906 до 28 лютого 1909 року був ад'ютантом другого батальйону 3-го гвардійського полку польової артилерії. У 1909 році йому надається чин оберлейтенанта. З 1909 отримав тимчасове призначення до Генерального штабу й одночасно навчався у військовій академії. У 1912 році закінчив військову академію і з 13 квітня 1909 до 31 березня 1912 був ад'ютантом полковим ад'ютантом 3-го полку польової артилерії. Підвищений до гауптмана наприкінці 1913 року.

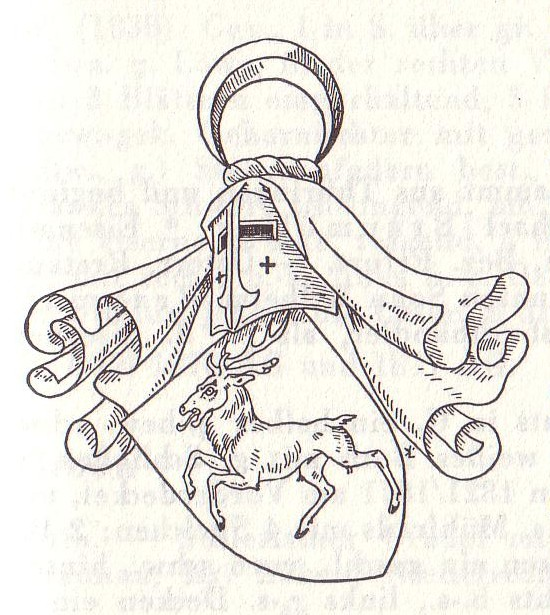
Родовий герб сім'ї Браухічів

29 грудня 1910 року Вальтер фон Браухіч вперше одружився з Елізабет фон Карштедт (1881–1952), заможною спадкоємницею 300 000 акрів (1 200 км²) земель у Померанії. У цьому шлюбі вони мали 3-х дітей. Старший син, Бернд фон Браухіч, в 1941 році став головним ад'ютантом Германа Герінга.

### Перша світова війна та післявоєнний час
Учасник Першої світової війни, перебував на штабних посадах на Західному фронті. 2 серпня 1914 був зарахований у штат 16-го армійського корпусу (1914–1915), згодом послідовно обіймав посади офіцера Генерального штабу при 34-ї піхотної дивізії (1915–1918), 1-ї гвардійської резервної дивізії і гвардійського резервного корпусу (1918). Війну закінчив у чині майора.
Після демобілізації кайзерівської армії зарахований до рейхсверу і призначений у штаб 2-го військового округу (1919). У 1921–1922 роках — командир артилерійської батареї (обов'язкове річне стажування для офіцерів Генерального штабу), у подальшому 3 роки працював у Військовому міністерстві, оберстлейтенант (1925).
У 1925–1927 роках командир артилерійського дивізіону (обов'язкове 2-річне стажування). У 1927–1930 роках начальник штабу 6-ї піхотної дивізії та водночас 6-го військового округу (Мюнстер) у Вестфалії, оберст (1928). У 1930 році переведений в Генеральний штаб, підвищений в генерал-майори і призначений начальником управління бойової підготовки. У 1932–1933 роках генерал-інспектор артилерії.
У лютому 1933 отримав чин генерал-лейтенанта і призначення на посаду командира 1-ї піхотної дивізії та командувача 1-м військовим округом (Кенігсберг) в Східній Пруссії. У 1935 році 1-ша піхотна дивізія, командиром якої одночасно був Браухіч, була розгорнута в 1-й армійський корпус, відповідно командиром якого став Браухіч.
У 1937 році призначений командувачем 4-ї армійської групи (Лейпціг) з підвищенням у чині до генерала артилерії. Ця армійська група (3 корпуси) включала в свій склад всі танкові і моторизовані дивізії вермахту і була його основною ударною силою.

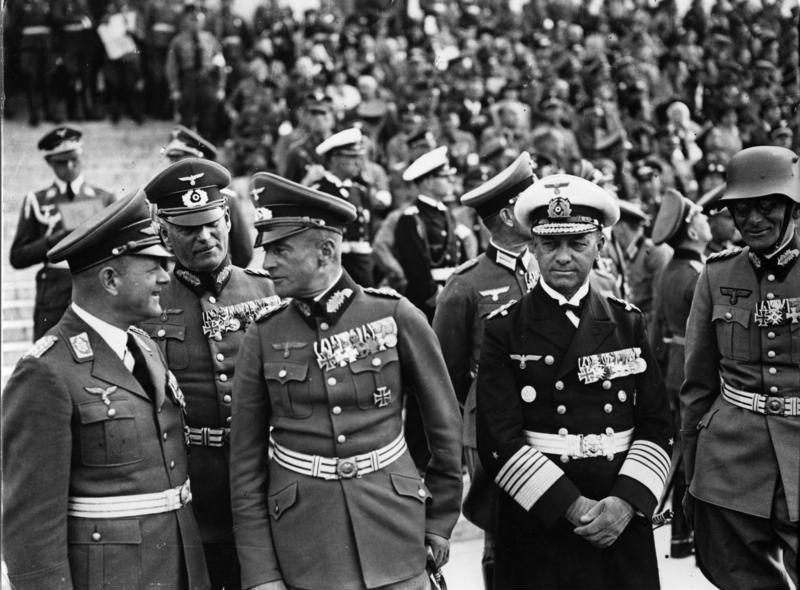
Генерал авіації Ергард Мільх, головнокомандувач Крігсмаріне генерал-адмірал Еріх Редер, начальник штабу Верховного головнокомандування збройними силами Німеччини генерал артилерії Вільгельм Кейтель, головнокомандувач Сухопутними військами генерал-полковник фон Браухіч та командир 13-го армійського корпусу Максиміліан фон Вайкс. 12 вересня 1938

### Зліт кар'єри Браухіча

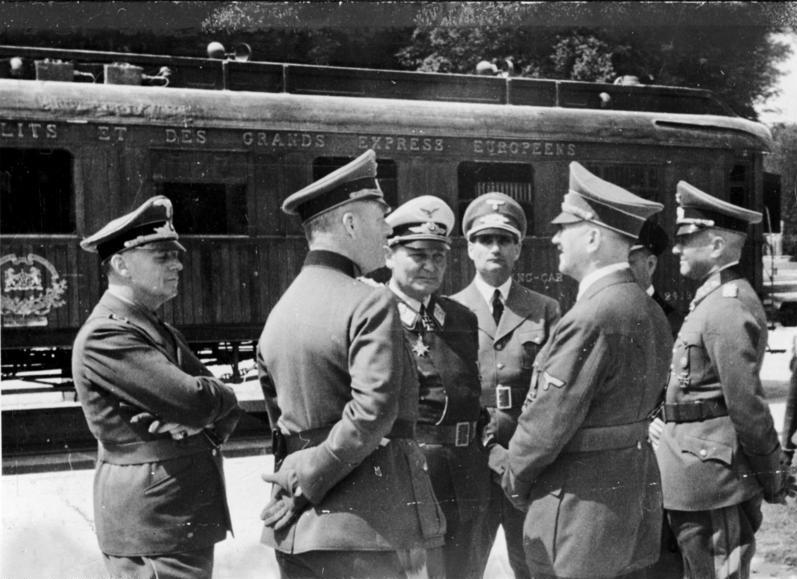
Генерал-фельдмаршал фон Браухіч (крайній праворуч) з Герінгом, Гессом, Гітлером та Ріббентропом перед підписанням Компєнського перемир'я. 22 червня 1940

4 лютого 1938 року призначений головнокомандувачем сухопутними військами вермахту і отримав чин генерал-полковника. Ця посада була ключовою у вермахті. Тому, зупинивши свій вибір на Браухічі (за нього перед Гітлером клопотали Г. Герінг, В. Кейтель і Г. Рундштедт), фюрер сподівався, що він буде передусім слухняним виконавцем своєї волі і своїх планів. З цілого ряду інших кандидатів на цю посаду Гітлер вважав Браухіча найбільш відповідною фігурою. Щоб ще більш забезпечити лояльність Браухіча, Гітлер і Герінг вміло скористалися його матеріальною скрутою й сприяли її швидкому і успішному вирішенню.
Військова кар'єра
- 22 березня 1900 лейтенант
- 18 жовтня 1909 оберлейтенант
- 18 грудня 1913 гауптман
- 15 липня 1918 майор
- 1 квітня 1925 оберстлейтенант
- 1 квітня 1928 оберст
- 1 жовтня 1931 генерал-майор
- 1 жовтня 1933 генерал-лейтенант
- 20 квітня 1936 генерал артилерії
- 4 лютого 1938 генерал-полковник
- 19 липня 1940 генерал-фельдмаршал

Тому одним із перших заходів Браухіча на новій посаді стало проведення широкомасштабної «чистки» генералітету німецької армії, проведеної за прямою вказівкою Гітлера. Під приводом «браку патріотизму» з армії була вигнана або переведена на другорядні посади велика група не бажаних нацистам генералів. Серед них було немало колишніх колег і давніх товаришів по службі самого Браухіча. Під тиском Гітлера і його найближчого оточення Браухіч вимушений був пожертвувати багатьма професіоналами німецької армії, цілком підпорядкувавши армію нацистському керівництву. Правда, незабаром Браухіч схаменувся і зробив спробу повернути сухопутним військам головну роль у керівництві вермахтом, але вона закінчилася невдачею.
З того часу почалося поступове охолодження стосунків між Браухічем і Гітлером. Останній навіть не вважав за потрібне посвятити Браухіча в план аншлюса Австрії, що стало для головнокомандувача сухопутними військами вермахту повною несподіванкою. Але попри таке, нічим не прикрите третирування його як головнокомандувача, Браухіч продовжував слухняно виконувати плани гітлерівської політики, забезпечуючи її силове прикриття: він керував окупацією Австрії і Судетської області (1938), захопленням Чехословаччини (1939). Розуміючи весь авантюризм політики Гітлера, що вів Німеччину до нової світової війни, шансів отримати перемогу в якій у Німеччини, на думку Браухіча, практично не було, він намагався в міру своїх можливостей протидіяти агресивним прагненням нацистського керівництва, але постійно натикався на холодне відчуження, а деколи й на відверті грубощі і приниження.
Усупереч своїм поглядам і переконанням він із завзяттям старого служаки сумлінно виконував усе, що від нього вимагав Гітлер: готував німецьку армію до майбутньої війни, розробляв оперативні і стратегічні плани, керував переозброєнням армії, приділяючи особливу увагу прийняттю на озброєння нових артилерійських систем та інших зразків зброї. Так, саме Браухіч був ініціатором прийняття на озброєння 88-міліметрової гармати в двох модифікаціях — протитанкової і зенітної, — що згодом стала вважатися однією з найкращих гармат Другої світової війни.

### Друга світова війна
Очолювана Браухічем німецька армія восени 1939 років розгромила Польщу. Винагородою за цю перемогу Браухічу був Лицарський хрест. Після окупації Польщі він віддав армії наказ не втручатися в діяльність військ СС і поліції на окупованій території. Виступив проти війни на Заході, посилаючись на неготовність німецької армії до широкомасштабної війни, чим викликав різке невдоволення Гітлера. Розроблений під керівництвом Браухіча план війни проти Франції (план «Гельб»), злегка підновляє варіант «плану Шліффена», що був знехтуваний Гітлером, який віддав перевагу «плану Манштейна» (генерал-лейтенант Е. фон Манштейн був начальником штабу групи армій «А», а його план був розроблений в ініціативному порядку як альтернатива офіційному).
Під час кампанії у Франції (1940) Браухіч, хоча і номінально, продовжував очолювати головне командування сухопутних військ німецької армії, але практично його вплив на положення справ був вельми обмеженим — всім заправляв Гітлер через свій штаб ОКВ. Проте після розгрому Франції Браухіч у числі 12 вищих воєначальників Третього рейху був удостоєний звання генерал-фельдмаршала (19 липня 1940 року). Це вище в німецькій армії військове звання Гітлер, не зважаючи на своє прохолодне відношення до Браухіча, був вимушений присвоїти йому, адже серед тих, хто отримав жезл фельдмаршала, було 7 підлеглих Браухіча — фюрер мусив дотримуватися субординації.

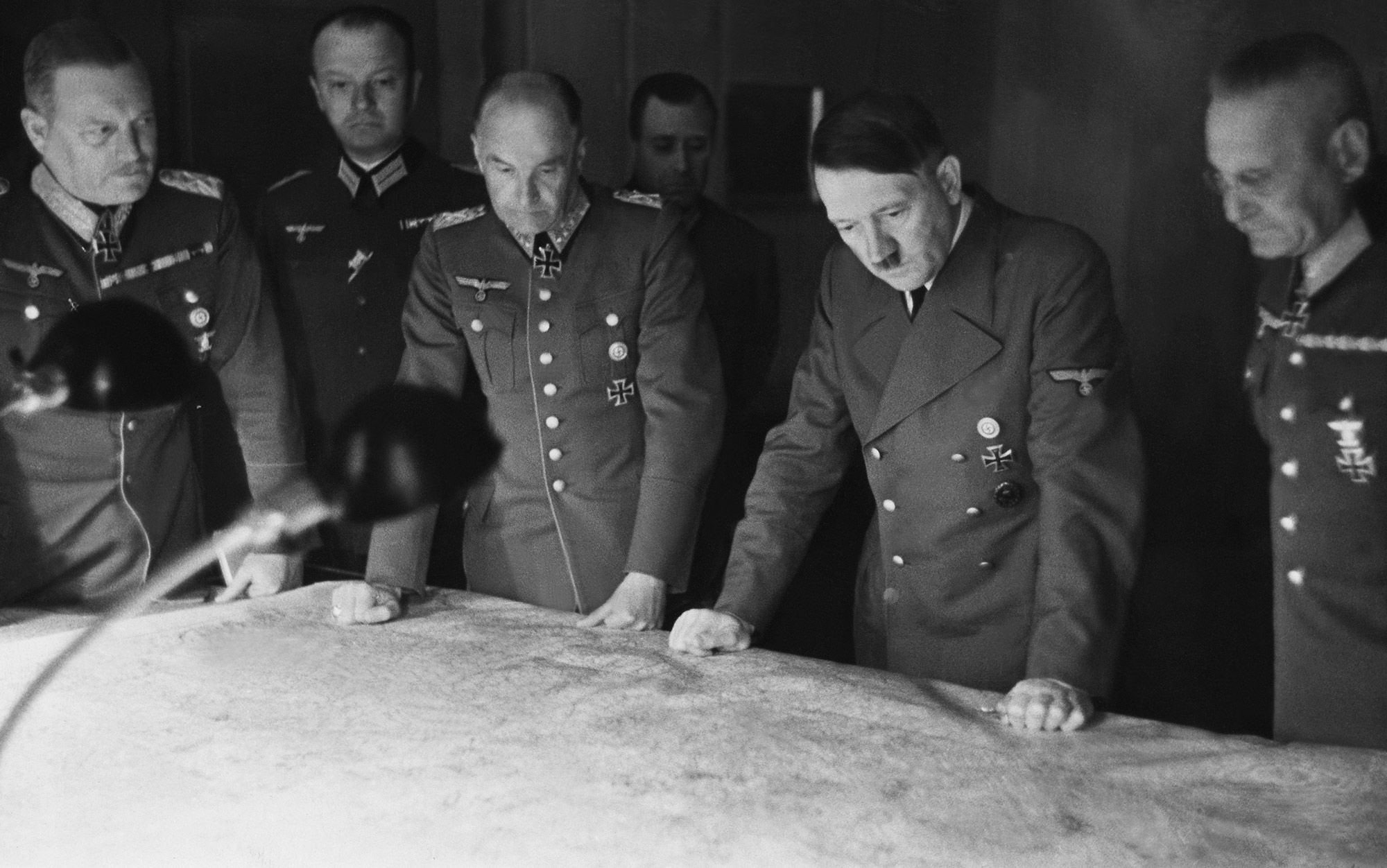
Гітлер з Верховним командуванням Вермахту за обговоренням ситуації на фронті. Зліва направо: В.Кейтель, Ф.Гальдер, Гітлер, В. фон Браухіч. 1940

Під керівництвом Браухіча з літа 1940 року починає розроблятися попередній план ведення війни проти Радянського Союзу. Тут Браухіч уже цілком підтримував Гітлера, хоча і застерігав його від недооцінки бойової потужності Червоної Армії. Він санкціював, не зважаючи на свої релігійні переконання, т.з. «наказ про комісарів», відповідно до якого німецьким військам наказувалося розстрілювати на місці узятих у полон політпрацівників Червоної армії. Формально очолював німецьку армію на початок війни проти СРСР. Проте його керівництво, як і рік тому у Франції, значною мірою було номінальним, оскільки Гітлер безцеремонно нехтував головнокомандувача сухопутних військ Deutsches Heer, нерідко віддавав прямі накази командувачам групами армій через голову Браухіча. Плазуючи перед фюрером й остаточно втративши відчуття власної гідності, Браухіч навіть не намагався відстоювати свої права, приймав відверте нахабство Гітлера як належне.
До осені 1941 року Вальтер фон Браухіч став украй втомленою й морально зломленою людиною, що була на межі нервового виснаження. 10 листопада 1941 року, якраз у розпал битви під Москвою, у Браухіча стався перший серцевий напад. До кінця листопада, коли йому вдалося дещо оправитися від хвороби, він дійшов висновку, що наступ на Москву провалився. Розуміючи, що «цапом-відбувайлом» за цю першу велику поразку вермахту в Другій світовій війні Гітлер неодмінно зробить його, Браухіч 6 грудня 1941 року під приводом хвороби подав у відставку. Проте прийняти її Гітлер відмовився, заявивши, що в такий вирішальний момент, коли Червона армія перейшла в контрнаступ, він не може дозволити собі здійснити заміну головнокомандувача сухопутними військами.

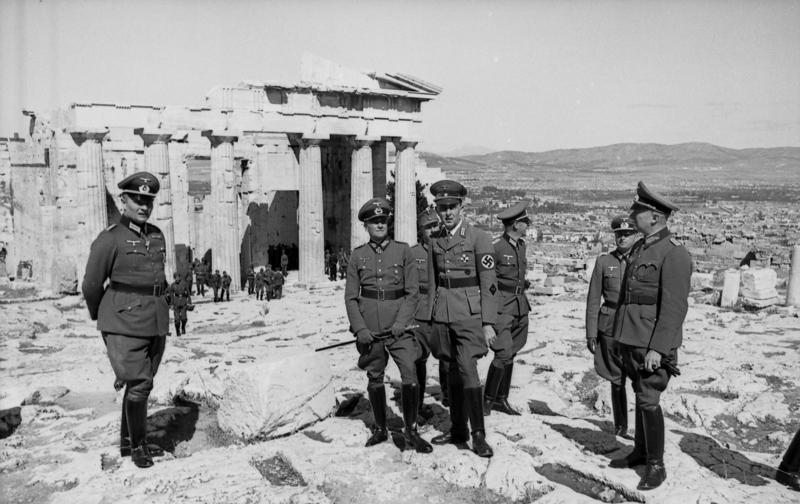
Генерал-фельдмаршал фон Браухіч в Акрополі на території окупованої Греції

19 грудня 1941 року, коли поразка німецьких військ на Східному фронті стала вже очевидним фактом, Гітлер без яких-небудь пояснень відправив Браухіча у відставку. Як Браухіч і передбачав, усю провину за поразку вермахту взимку 1941/42 в СРСР Гітлер поклав на нього. Відтак головне командування сухопутними військами фюрер перебрав на себе, заявивши, що в цей критичний момент він не бачить серед своїх фельдмаршалів нікого, хто міг би очолити сухопутні війська.

### Заколот проти Гітлера
Із самого початку Браухіч знав про змову армійських офіцерів проти Гітлера. Не схвалюючи агресивних планів Гітлера, він, проте, підкорявся наказам, будучи зв'язаним клятвою на вірність фюрерові. Сподіваючись залучити Браухіча до числа змовників, на нього неодноразово намагався впливати генерал Людвіг Бек, ключова фігура армійської опозиції, й Браухічу доводилося метатися між внутрішнім відчуттям і професійним обов'язком.
Після провалу змови 20 липня 1944 року проти Гітлера Браухіч одним із перших запевнив фюрера у своїй відданості і знов запропонував свої послуги. Але Гітлер залишив пропозицію Браухіча без уваги. 19 серпня 1944 року Браухіч публічно виступив із засудженням змовників і вітав призначення рейхсфюрера СС Г. Гіммлера головнокомандувачем армії резерву.

### Після війни
На початку травня 1945 року Браухіч був арештований англійськими військами у своєму маєтку в Шлезвіг-Гольштейні і вивезений до Англії. Під час засідання Нюрнберзького міжнародного трибуналу повернений до Німеччини, проходив на цьому процесі як свідок. Хоча й мав кепський стан здоров'я, утримувався англійською військовою адміністрацією в суворих умовах (5 ув'язнених у камері, розрахованій на двох тощо). У в'язниці Браухіч практично осліпнув. У 1949 році Браухіч мав постати перед англійським військовим трибуналом за звинуваченням у скоєнні воєнних злочинів, проте помер в таборі для військовополонених.

## Особисте життя
У середині 1930-х років Браухіч хотів розлучитися з дружиною (у прусській військовій касті це безпрецедентний випадок), з якою давно вже жив окремо, та одружитися з дочкою Сілезького високопосадовця Шарлоттою Рюффер. Перша дружина, з якою він прожив 28 років, як відступне зажадала від чоловіка величезну грошову суму, якої Браухіч не мав. Одночасно надбанням спецслужб стало перелюбство генерала з однією розлученою жінкою. Розголос такого компромату і скандальний шлюборозлучний процес поставили б хрест на військовій кар'єрі Браухіча, який це прекрасно розумів, а тому готувався до найгіршого розвитку подій. Прусська військова каста з її віковими традиціями й жорсткими морально-етичними установками не припускала таких аморальних відхилень. Її суспільний вирок був би сповна однозначним.
На виручку Браухічу прийшли Гітлер і Герінг, зацікавлені привернути на свій бік військових професіоналів. Вони прислухалися до порад В. Кейтеля і Г. фон Рундштедта, які рекомендували призначити Браухіча на посаду головнокомандувача сухопутними військами вермахту — цю посаду зі скандалом звільнив генерал Фріч. Розглядалося кілька кандидатів, однак кандидатура Браухіча, підтримана багатьма впливовими воєначальниками, була визнана Гітлером найбільш відповідною. Одночасно він наказав задовольнити коштом держави фінансові претензії дружини Браухіча й улагодити всі справи з його розлученням. Таким чином Гітлер купив Браухіча і, притому, дешево. Платню за свої послуги фюрер зажадав негайно — за його прямою вказівкою Браухіч провів «чистку» німецького генералітету, внаслідок чого з армії були звільнені 16 авторитетних генералів, ще 44 позбавлені посад.
Нова ж дружина Браухіча, що виявилася затятою нацисткою, стала справляти на нього сильний вплив. Безпринципність Браухіча викликала презирство навіть у самого Гітлера, що завжди не дуже шанував аристократів. Коли незабаром за аналогічну провину (перелюбство) головком Браухіч видав наказ про звільнення зі служби одного з офіцерів, то Гітлер у грубій формі зажадав від нього скасувати цей наказ, не забувши при цьому звинуватити Браухіча в лицемірстві й нагадати йому, що він нічим не кращий за цього офіцера.

## Роль Вальтера фон Браухіча в історії
Як воєначальник Браухіч був, безумовно, досвідченим в оперативно-стратегічному відношенні військовим діячем і зробив чималий внесок у реалізацію агресивних планів німецького керівництва напередодні та в ході Другої світової війни. З його ім'ям нерозривно пов'язані перемоги вермахту на полях битв Західної Європи і на початку війни проти Радянського Союзу в 1939–1941 роках.

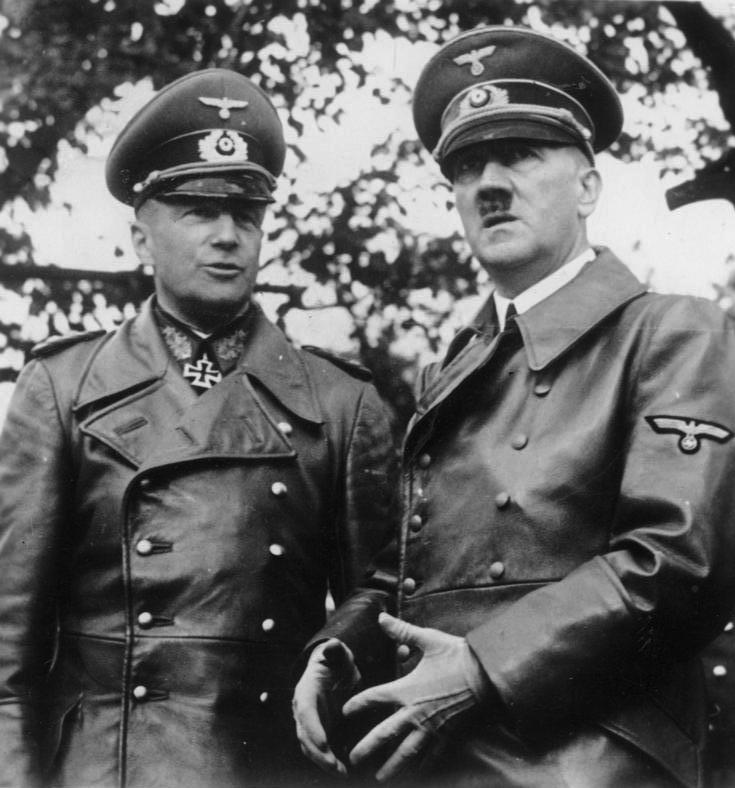
Генерал фон Браухіч з Гітлером. Варшава. 5 жовтня 1939

Як воєначальник Браухіч мав необхідні для його рангу військові дарування. Свідоцтвом тому є Польська кампанія (1939), здійснена ним блискуче. Всього за 4 тижні мільйонна польська армія була вщент розгромлена німецькими військами, які очолював Браухіч. При цьому поляки втратили 200 тис. осіб убитими і пораненими і 420 тис. полоненими. Втрати ж німців у Польщі становили близько 45 тис. Це була єдина військова кампанія, де нацистське керівництво, і перш за все Гітлер, дозволило Браухічу самостійно керувати бойовими операціями. Надалі його оперативна самостійність була різко обмежена постійним втручанням Гітлера в хід військових операцій. Браухіч був вимушений лише беззаперечно виконувати накази й вказівки цього колишнього єфрейтора часів Першої світової війни. Причому самовпевненість і амбітність «полководця» Гітлера нестримно зростали у міру успіхів, що здобувалися вермахтом. У цих умовах Браухічу інколи доводилося виступати проти занадто дилетантських, а часом й абсурдних у військовому відношенні рішень Гітлера, у ряді випадків вимагати їх коректування або скасування, що неминуче накладало свій відбиток на його взаємини з фюрером, які дедалі погіршувалися.
Багато німецьких генералів були досить високої думки про військові здібності Браухіча, бачили в ньому «видатного представника прусських військових традицій». Але водночас слід визнати, що цей колишній гвардієць кайзера був людиною слабовільною, схильною до компромісів, не здатний твердо і принципово обстоювати свої погляди, переконання і рішення. Ці риси Браухіча одразу зауважив Гітлер і нещадно їх експлуатував. Вже через порівняно короткий проміжок часу після свого призначення на посаду головнокомандувача сухопутними військами Браухіч цілком підпав під вплив волі Гітлера.
У перші роки Третього рейху Браухіч не був прибічником нацистів. Це підтверджується його конфліктом із затятим нацистом гауляйтером Східної Пруссії Е. Кохом, демонстративне видалення з окружних маневрів частин СС, виклик на дуель Геббельса і низкою інших не менш показових моментів. Проте Гітлеру поступово вдалося зломити волю Браухіча до опору.
Відомий випадок, коли навесні 1942 роки в бесіді з Геббельсом Гітлер відгукнувся про Браухіча як про «пихатого та боягузливого негідника». Не підлягає сумніву факт нескінченних принижень Браухіча з боку Гітлера. Майже протягом 4 роки Браухіч вимушений був терпіти грубе й зверхнє ставлення до себе фюрера. Фон Браухіч за залізною маскою незворушності й аристократичної пихи приховував свої дійсні почуття, щоб не показувати перед підлеглими свою повну безпорадність. Запобігаючи перед Гітлером, Браухіч за свою службу нацистам отримав багато почестей і нагород, був удостоєний вищого військового звання німецької армії, але врешті-решт все ж був звільнений із серйозно підірваним здоров'ям у безславну відставку, відразу ж був забутий. Подальшої участі в подіях Другої світової війни не брав.

## Нагороди генерал-фельдмаршала Вальтера фон Браухіча
- Залізний хрест 2-го класу (13 вересня 1914)
- Лицарський хрест ордена Фрідріха 1-го класу з мечами (7 травня 1915) (Вюртемберг)
- Залізний хрест 1-го класу (1 жовтня 1915)
- Хрест «За військові заслуги» (Австро-Угорщина) 3-го класу з військовою відзнакою (1915)
- Лицарський хрест Королівського ордена дому Гогенцоллернів з мечами (15 травня 1917) (Пруссія)
- Хрест «За військові заслуги» (Саксен-Мейнінген) (2 січня 1918)
- Хрест «За вислугу років» (Пруссія) (17 квітня 1920)
- Орден Святого Йоанна (Бранденбург), почесний лицар
- Почесний хрест ветерана війни з мечами (18 грудня 1934)
- Орден Заслуг (Угорщина)
  - великий хрест (20 серпня 1938)
  - великий хрест з мечами (31 травня 1941)
- Почесний знак Німецького Червоного Хреста 1-го ступеня із зіркою (5 вересня 1938)
- Медаль «У пам'ять 13 березня 1938 року» (21 листопада 1938)
- Великий хрест ордена святих Маврикія і Лазаря (3 січня 1939) (Італія)
- Орден військових заслуг (Іспанія) 4-го класу (1939)
- Великий хрест ордена Білої троянди (10 березня 1939) (Фінляндія)
- Золотий партійний знак НСДАП (квітень 1939)
- Орден Югославської корони 1-го ступеня (1 червня 1939) (Югославія)
- Медаль «В пам'ять 1 жовтня 1938» із застібкою «Празький град» (7 червня 1939)
- Застібка до Залізного хреста 2-го класу (30 вересня 1939)
- Застібка до Залізного хреста 1-го класу (30 вересня 1939)
- Лицарський хрест Залізного хреста (30 вересня 1939)
- Медаль «В пам’ять 22 березня 1939 року» (30 листопада 1939)
- Чехословацький воєнний хрест 1939
- Великий хрест ордена Святого Олександра з мечами (15 травня 1941) (Болгарія)
- Орден Михая Хороброго:
  - 3-го класу (11 жовтня 1941) (Румунія)
  - 2-го класу (11 жовтня 1941) (Румунія)
  - 1-го класу (11 жовтня 1941) (Румунія)
- Орден Хреста Перемоги 1-го класу (20 жовтня 1941) (Словаччина)
- Великий хрест ордена Хреста Свободи (19 липня 1942) (Фінляндія)
- Орден Вранішнього Сонця 1-го ступеня (26 вересня 1942) (Японія)
- Почесна катана національної організації Shochoku Seishin Shinko-kai (Японія)

## Відео
- Wehrmacht Generals-Walther von Brauchitsch [Архівовано 3 квітня 2022 у Wayback Machine.]